# Radar Scope
Radar Scope (レーダースコープ) est un shoot them up sorti en 1980 sur borne d'arcade. Le jeu a été développé et édité par Nintendo.
Conçu pour s'implanter en Amérique du Nord, le jeu est un échec commercial. Shigeru Miyamoto a alors pour mission, de réutiliser les bornes non vendues pour un nouveau jeu. Il met alors au point Donkey Kong, qui sera cette fois-ci un succès commercial, en 1981.